# 拓北駅

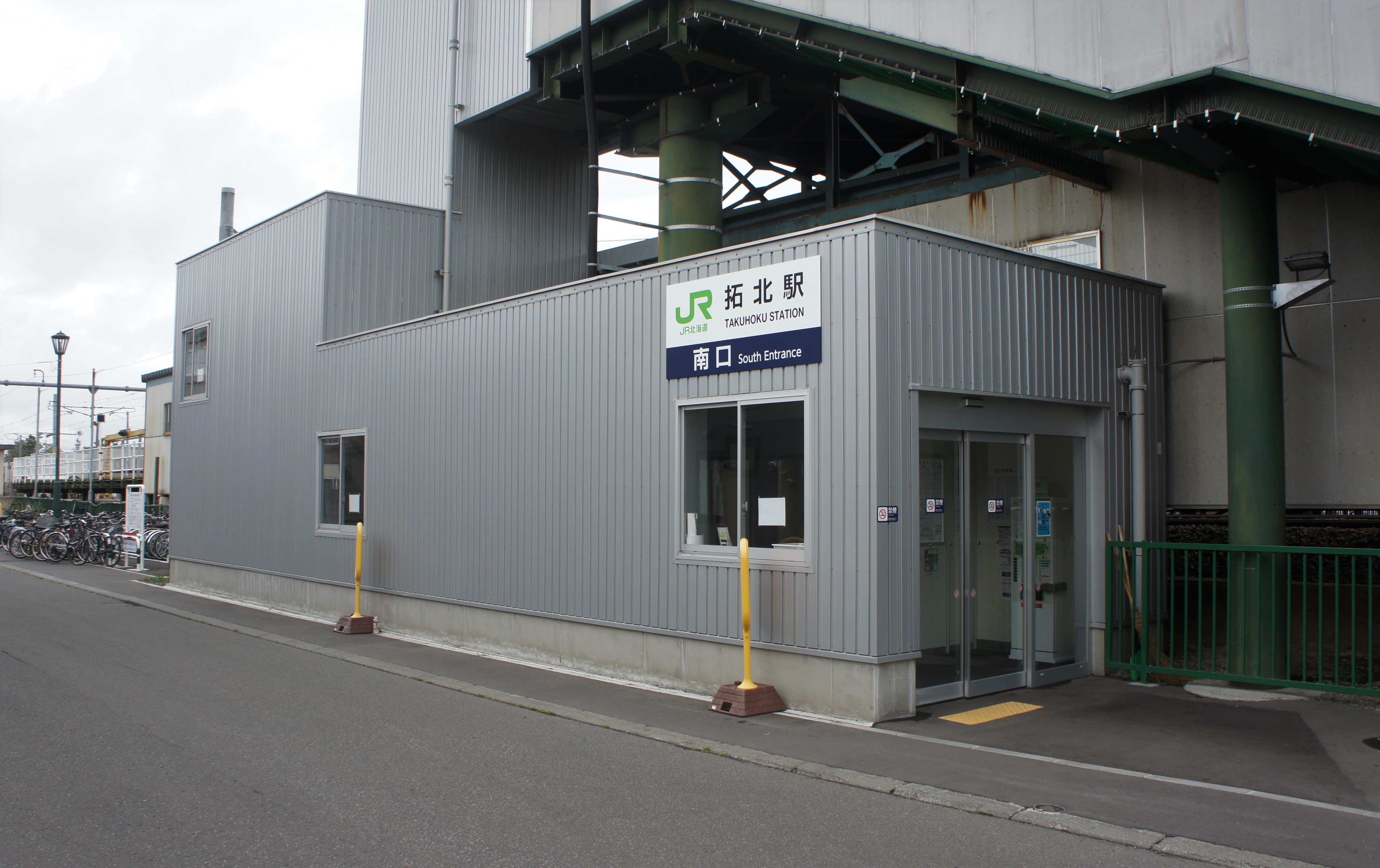
南口駅舎（2018年10月）

拓北駅（たくほくえき）は、北海道札幌市北区拓北6条3丁目にある、北海道旅客鉄道（JR北海道）札沼線（学園都市線）の駅である。駅番号はG09。電報略号はタク。事務管理コードは▲130218。

## 歴史

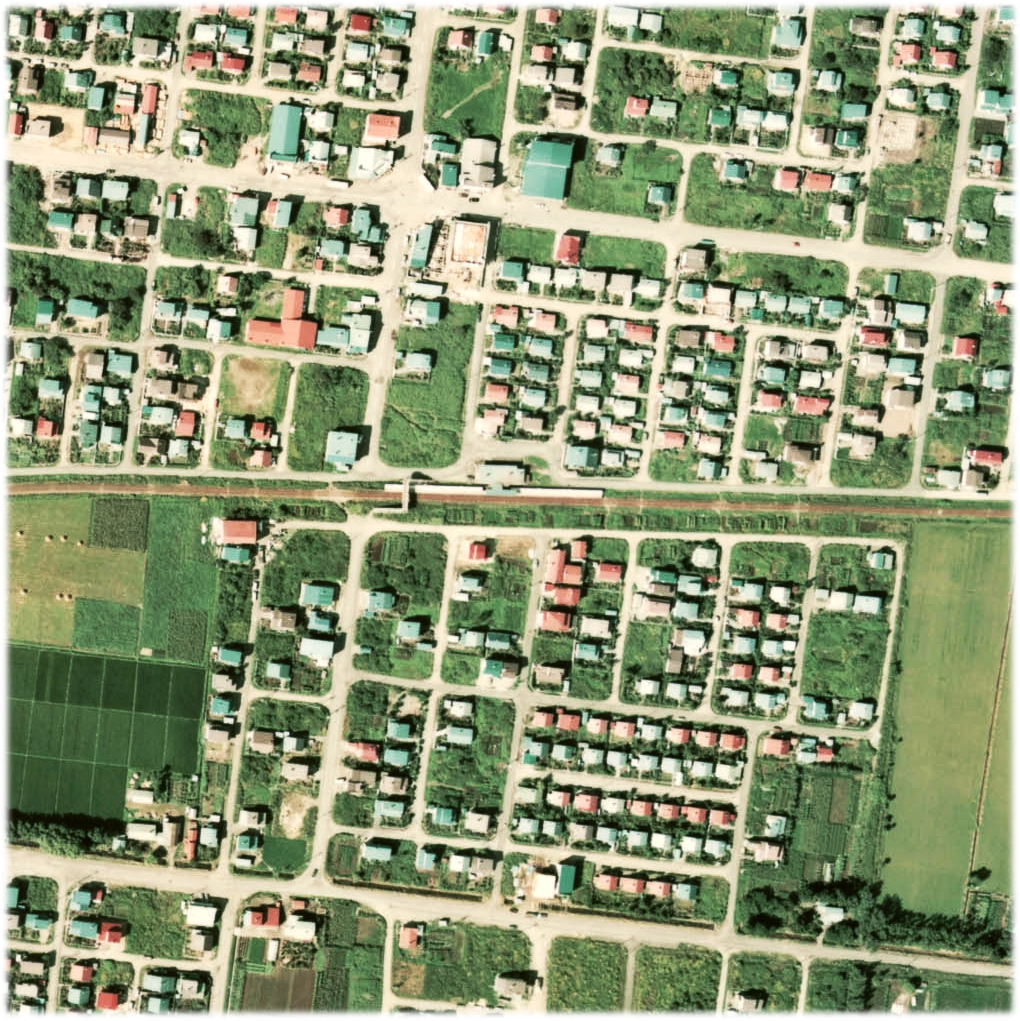
1976年の単線時代の東篠路駅と周囲約500m範囲。左が札幌方面。駅舎は現在のものが当初から建てられており、自由通路の歩道橋が構内右側に設置されている。

駅周辺は、泥炭地が多い篠路の中でも農業開発が難しかった地域であったが、1963年（昭和38年）に北海道勤労者住宅生活協同組合（住宅生協）が「ひまわり団地」を造成したことで、一気に宅地化が進展し500戸近くが居住することとなり、団地から札幌都心へ向かうにはバスを使うか、既設の篠路駅までの徒歩を余儀なくされていた。
これを受けて住宅生協では、団地のための新駅設置一切の費用を負担する意思を示し、1966年（昭和41年）に札幌市議会議長名で運輸大臣・国鉄総裁宛てに設置の請願が行われ、1年後の1967年（昭和42年）に当駅（当初の名称は東篠路駅）が設置された。

### 年表
- 1967年（昭和42年）12月15日：日本国有鉄道（国鉄）札沼線の東篠路駅（ひがししのろえき）として開業[4][新聞 1]。旅客のみ取扱う業務委託駅で、当初は単式ホーム1面1線だった。
- 1984年（昭和59年）4月1日：同日付で桑園駅駅長の管理下に置かれる[5]。
- 1987年（昭和62年）4月1日：国鉄分割民営化に伴い、JR北海道の駅となる[6]。
- 1991年（平成3年）3月16日：札沼線に「学園都市線」の愛称を設定[報道 1][報道 2][7]。
- 1995年（平成7年）3月16日：拓北駅（たくほくえき）に改称[4][6]。駅構内の複線化に伴い、上り線および1番ホームが増設され2面2線になり、跨線橋も設置されるが、複線化完了までの間は2番ホームの使用は停止された。駅舎改装。
- 1997年（平成9年）3月22日：札沼線（学園都市線）のうち、当駅を含む篠路駅 - あいの里教育大駅間が複線化[報道 2][7]。当駅から北側は上り線を増設。
- 1998年（平成10年）12月31日：自動改札機を設置し、供用開始[8]。
- 2000年（平成12年）：札沼線（学園都市線）のうち、当駅を含む桑園駅 - 石狩月形駅間に自動進路制御装置 (PRC) を導入[9]。
- 2006年（平成18年）1月：自動列車案内装置導入。方向別の案内用液晶ディスプレイを設置。
- 2007年（平成19年）10月1日：駅番号設定（G09）[報道 3]。
- 2008年（平成20年）10月25日：ICカード「Kitaca」使用開始[報道 4]。
- 2012年（平成24年）6月1日：札沼線（学園都市線）のうち、当駅を含む桑園駅 - 北海道医療大学駅間が電化（交流20,000V・50Hz）[報道 5][報道 6]。
- 2017年（平成29年）
  - 3月15日：南口駅舎が移転。
  - 3月30日：エレベーターを設置。

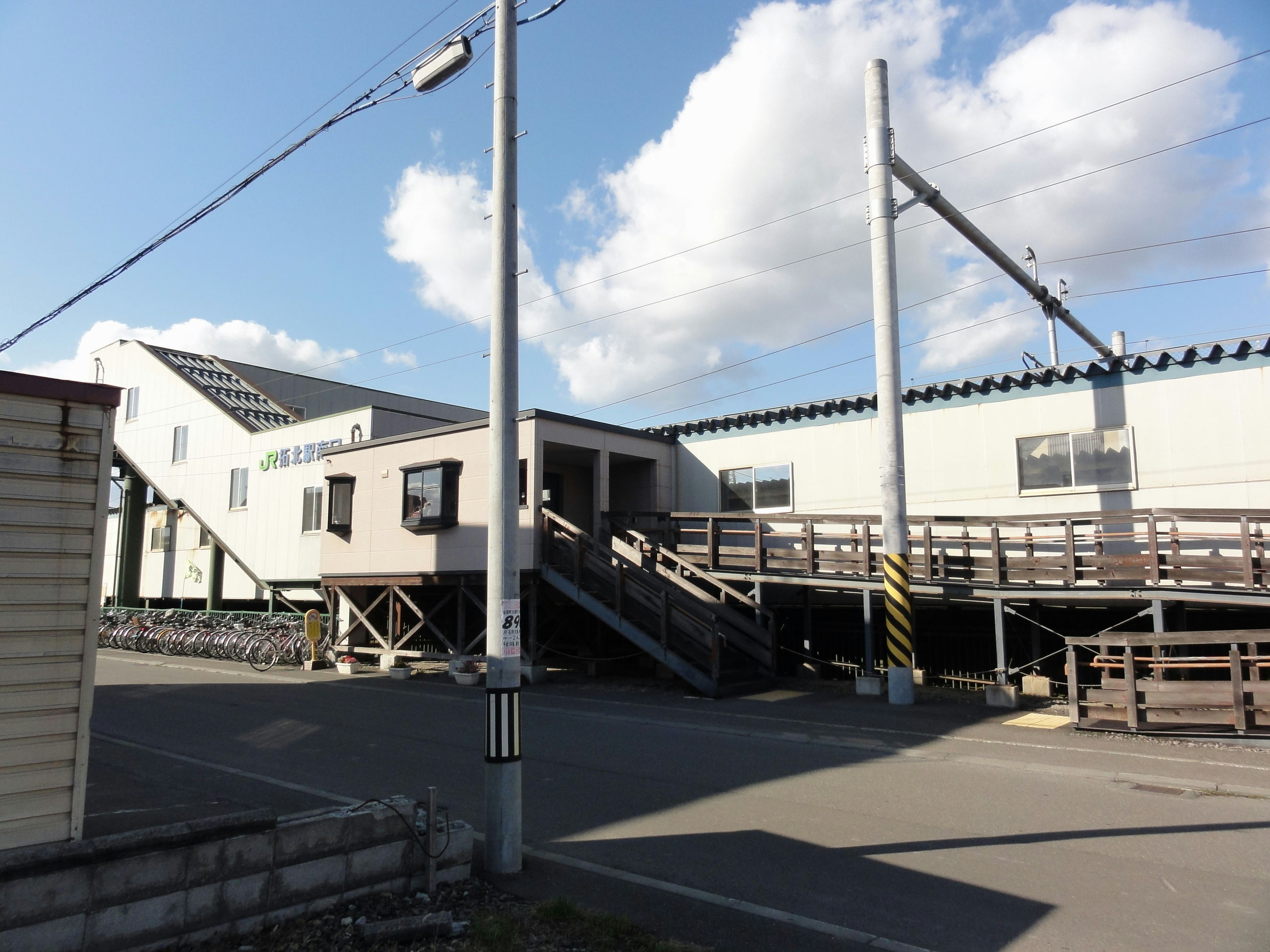
南口駅舎（移転前） （2012年10月）
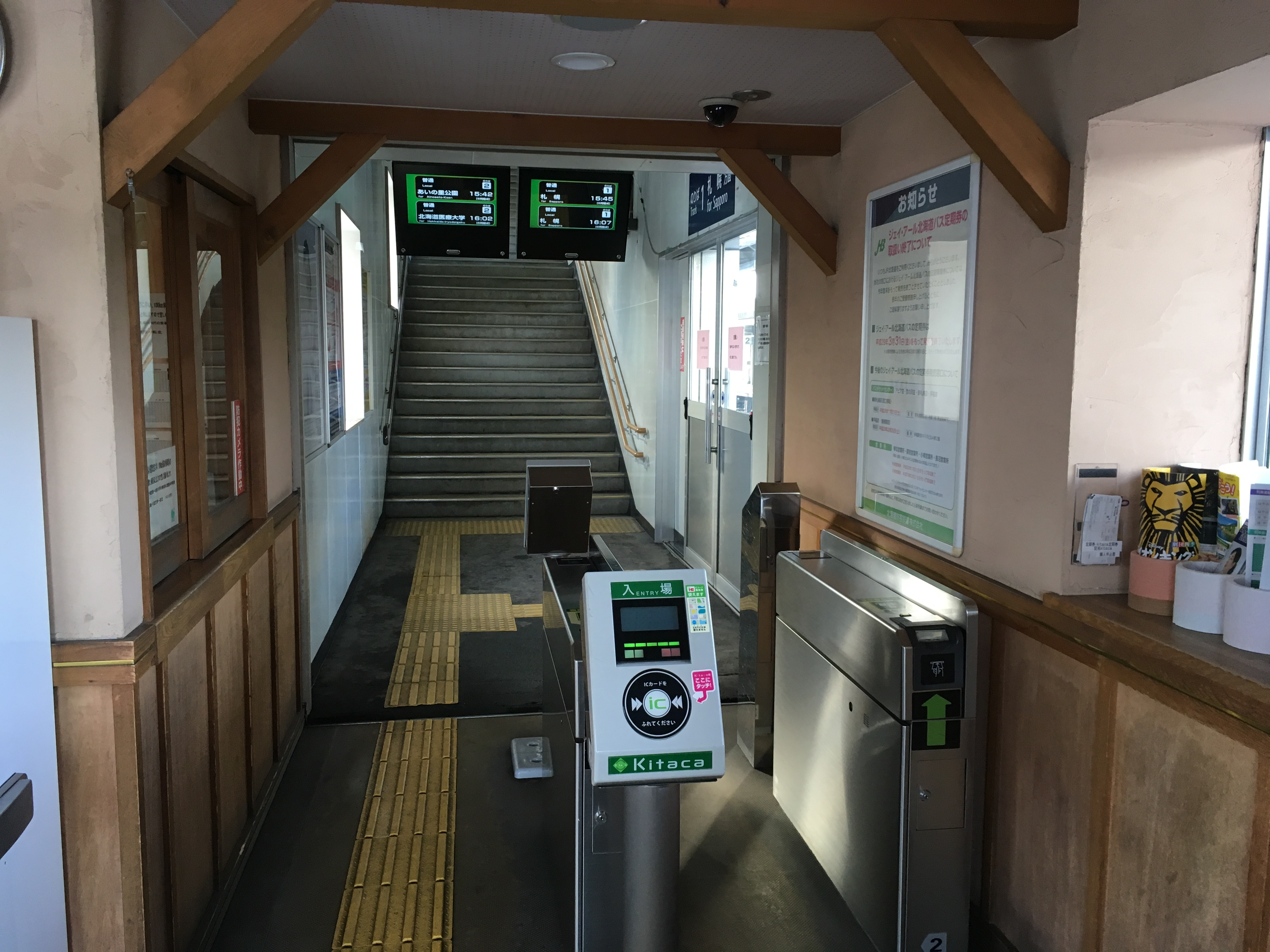
旧改札口（南口駅舎移転前） （2017年3月）

### 駅名の由来
もともと篠路駅の東に新設したことから「東篠路」と命名されたが、「住民の要望により」以前から字名として用いられていた「拓北」に改めた。

## 駅構造
相対式ホーム2面2線を持つ地上駅。駅舎は北側にある。
桑園駅管理の業務委託駅（北海道ジェイ・アール・サービスネットが受託）で、北口にはみどりの窓口、自動券売機、話せる券売機、自動改札機（Kitaca、磁気券ともに対応）が設置されている。南口は無人であり、簡易自動券売機、簡易自動改札機（Kitaca、磁気券ともに対応）が設置されている。

### のりば
| 番線 | 路線                  | 方向 | 行先                     |
| ---- | --------------------- | ---- | ------------------------ |
| 1    | ■札沼線（学園都市線） | 上り | 桑園・札幌方面           |
| 2    | ■札沼線（学園都市線） | 下り | 当別・北海道医療大学方面 |

（出典：JR北海道：駅の情報検索）

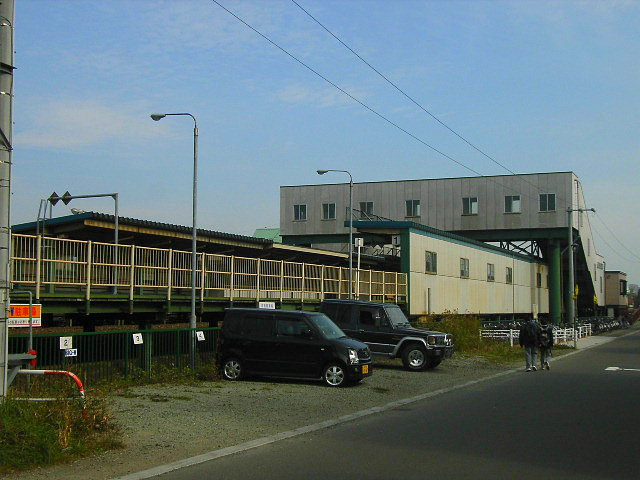
拓北駅の南側 （2004年10月）
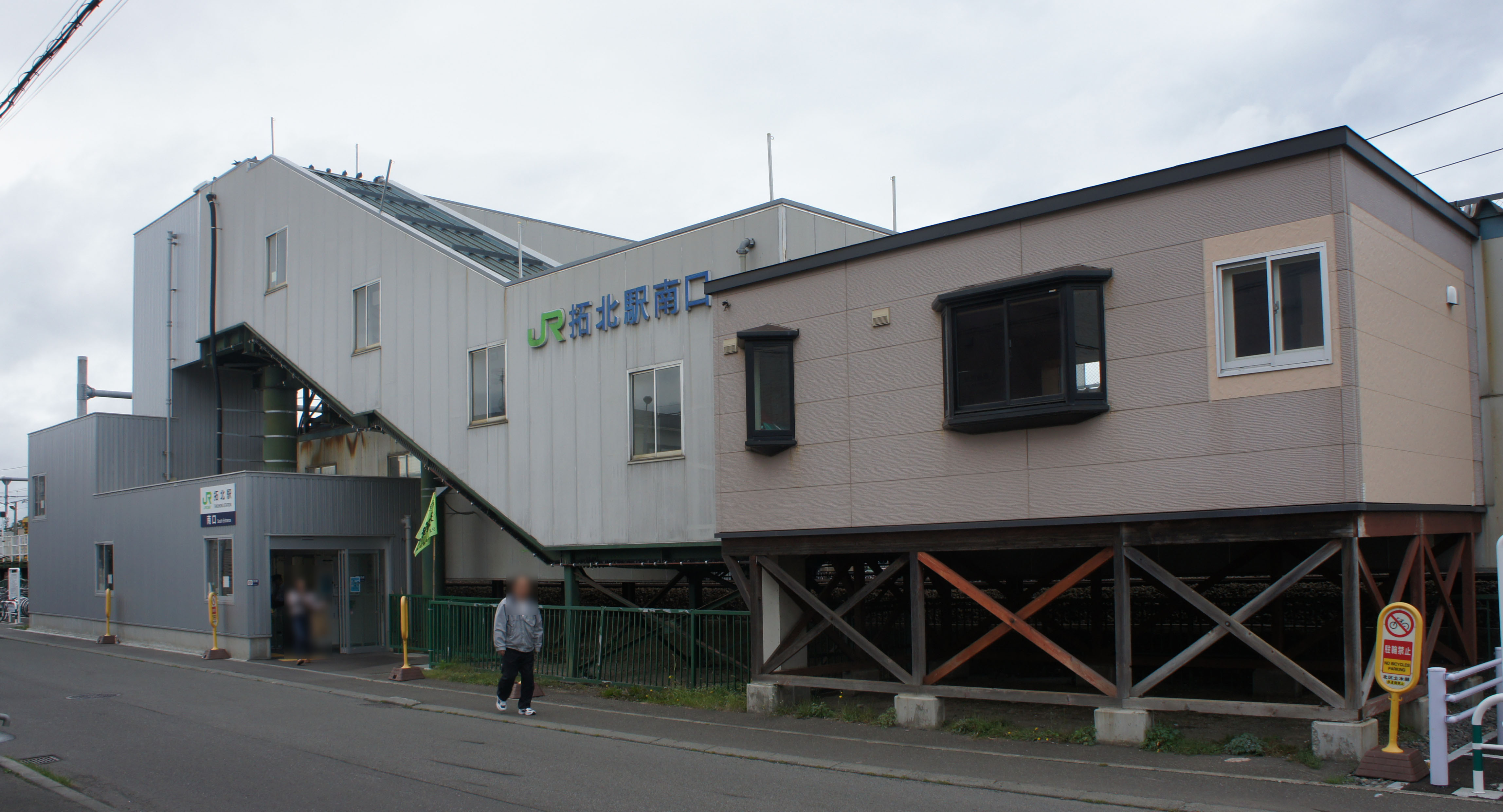
南口全体（2018年10月）
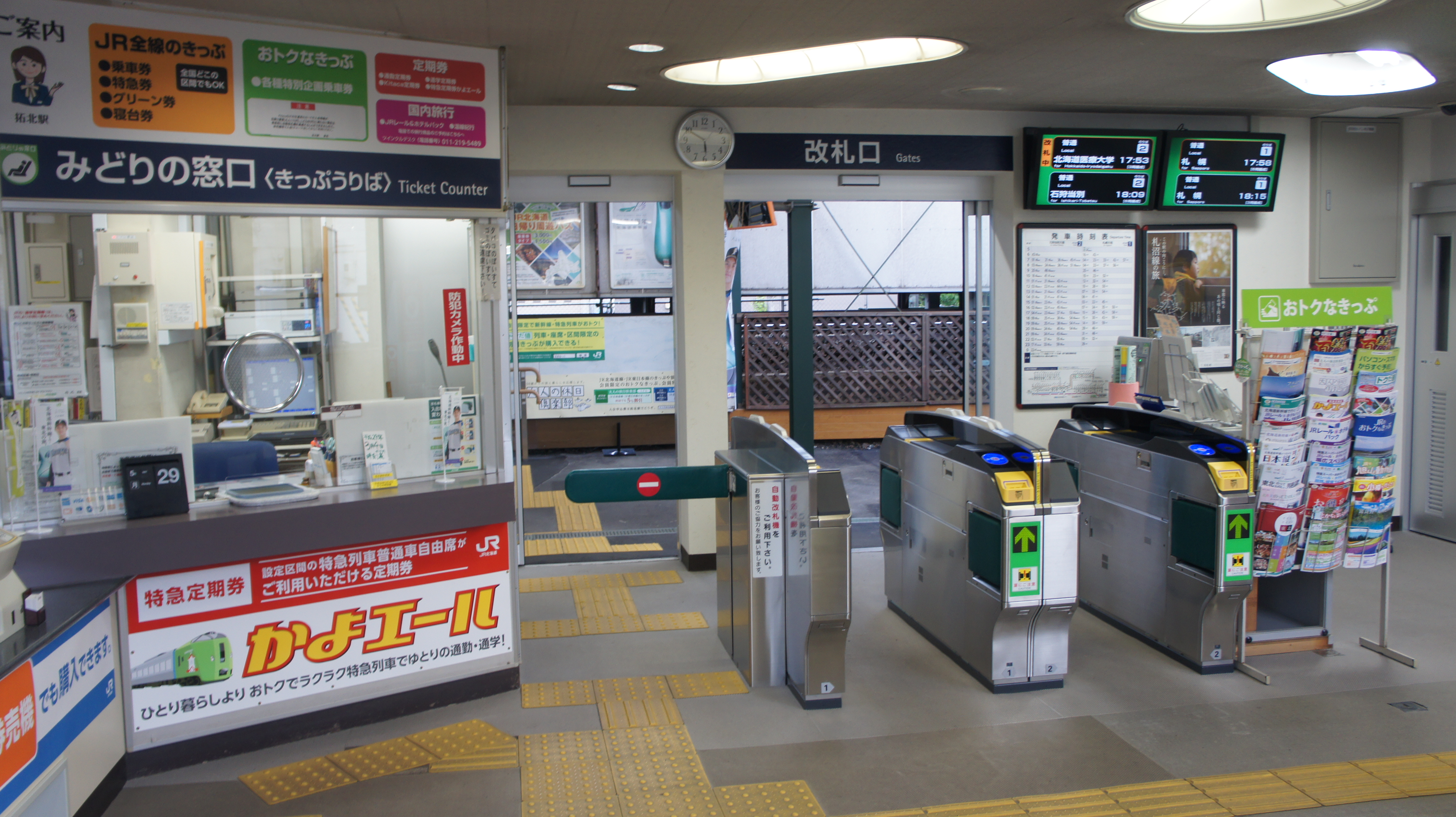
北口改札（2017年5月）
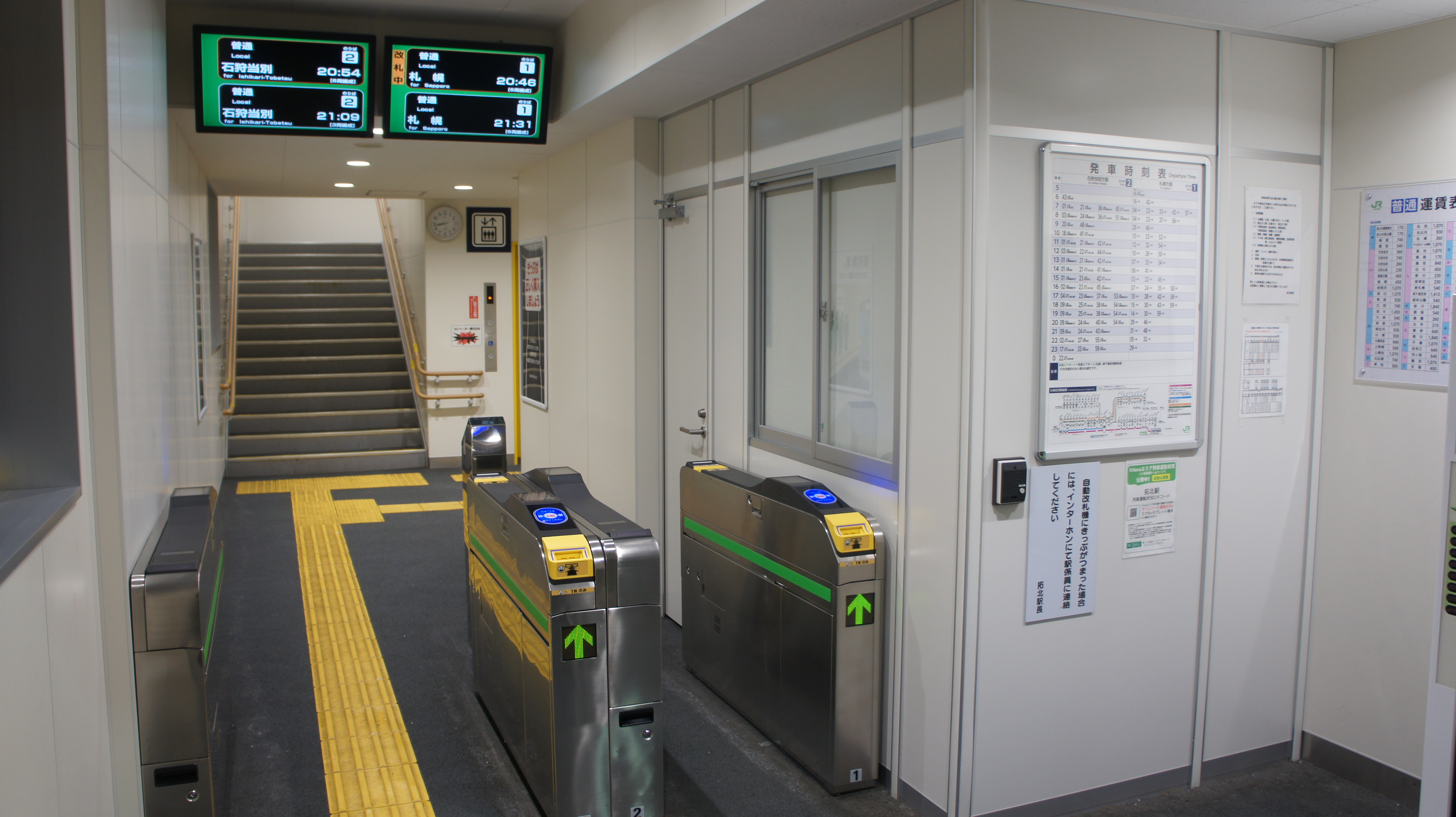
南口改札（2018年1月）
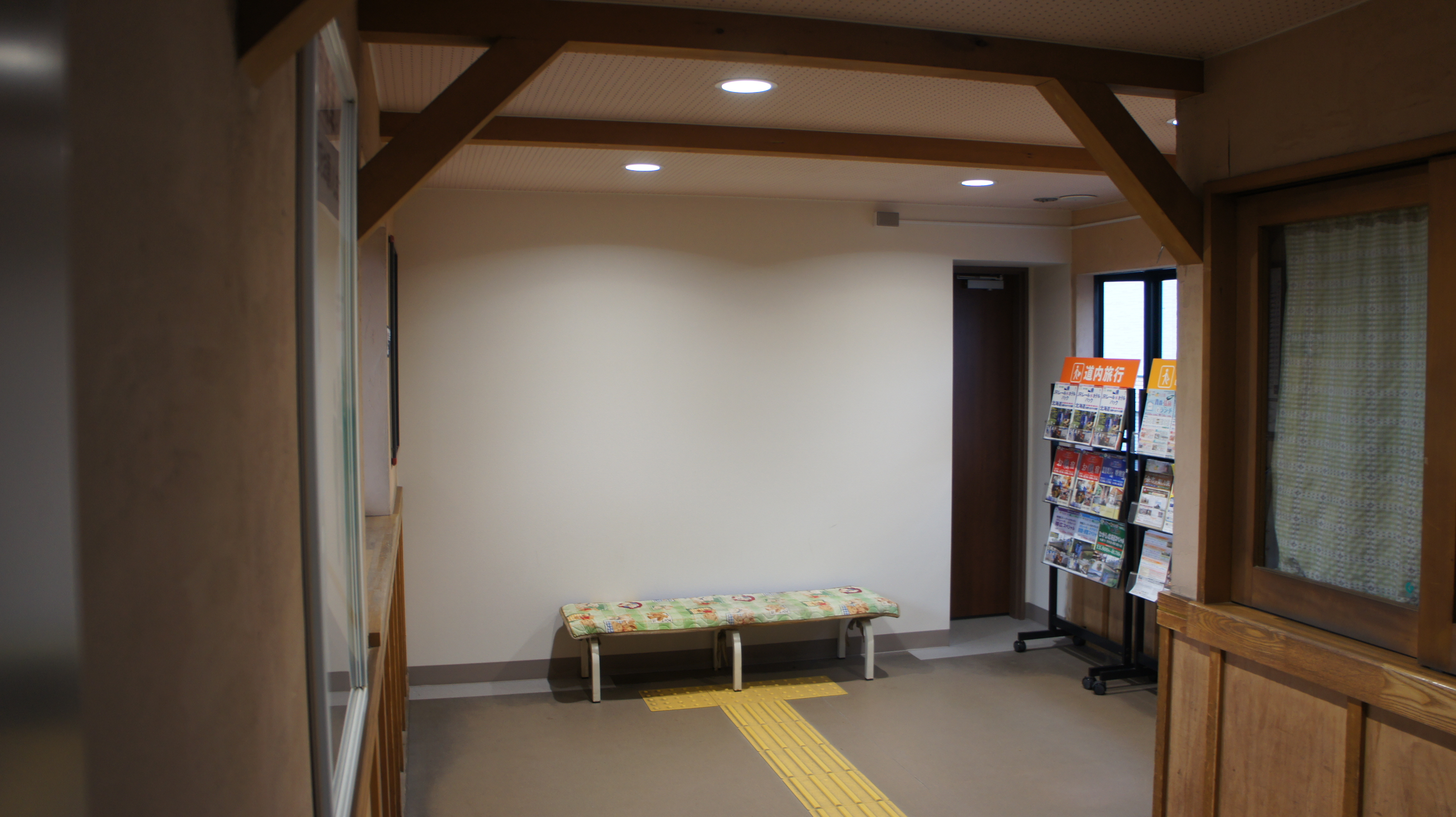
南口待合室（2017年5月）
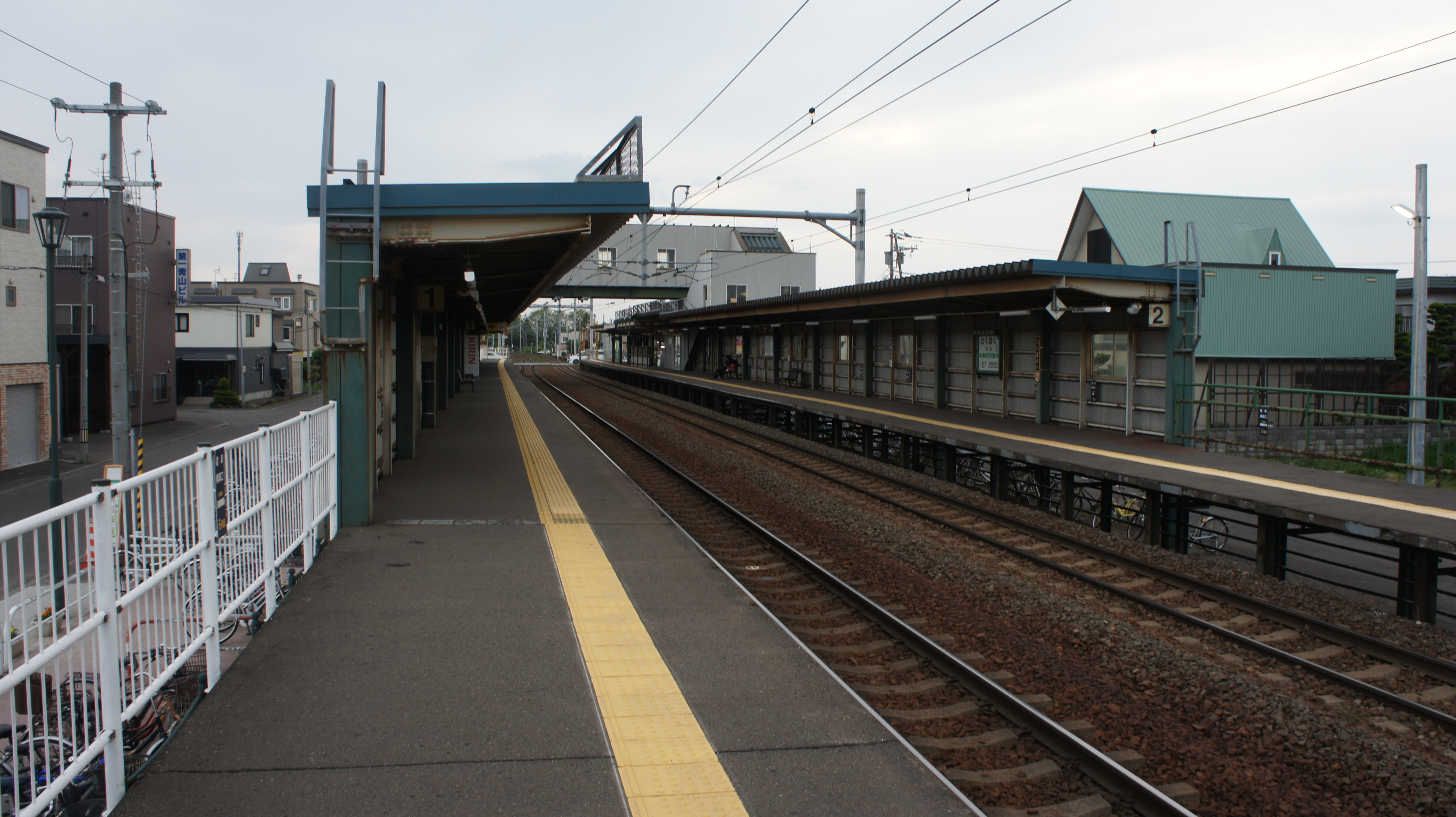
ホーム（2017年5月）
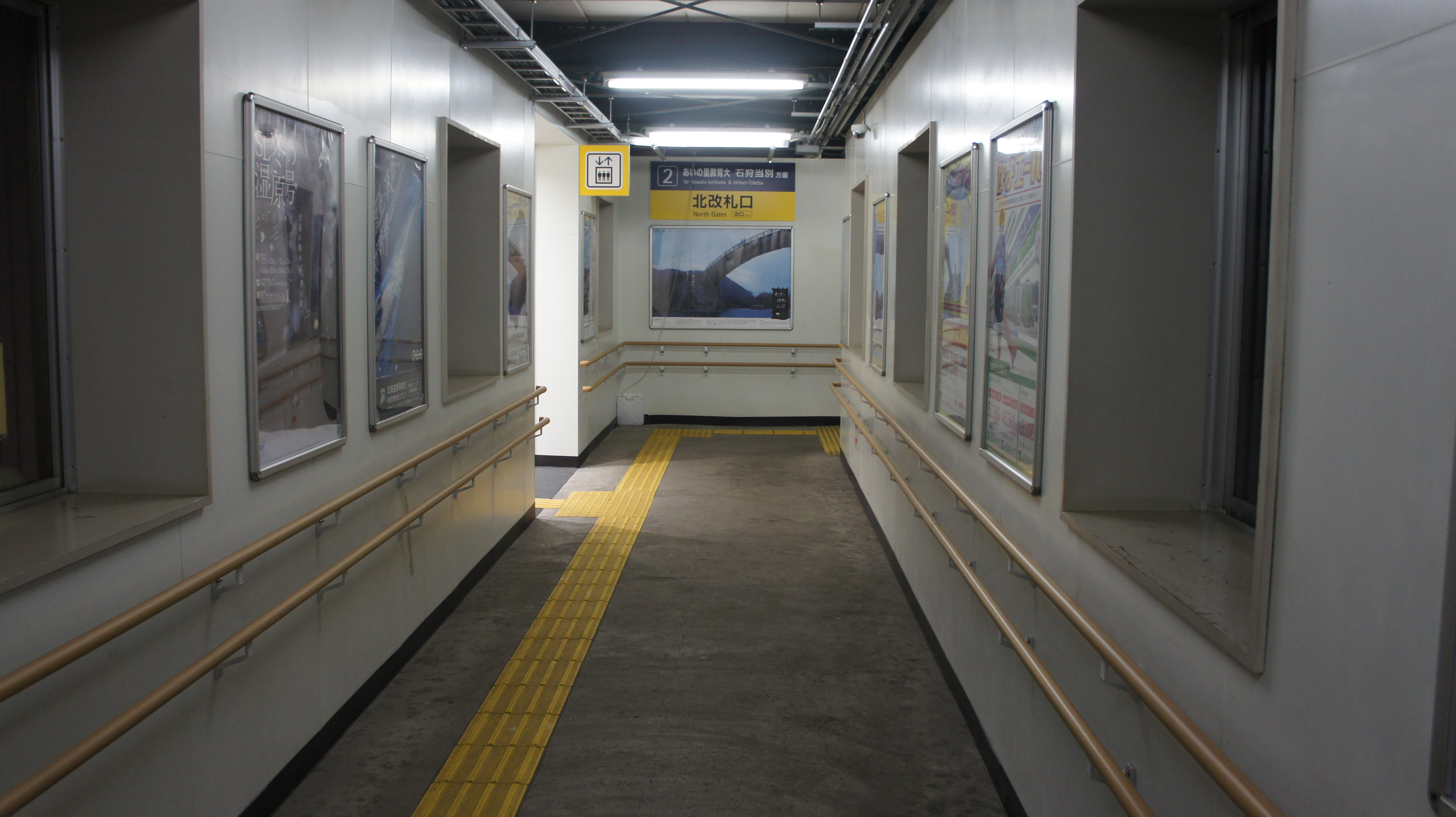
跨線橋（2018年1月）
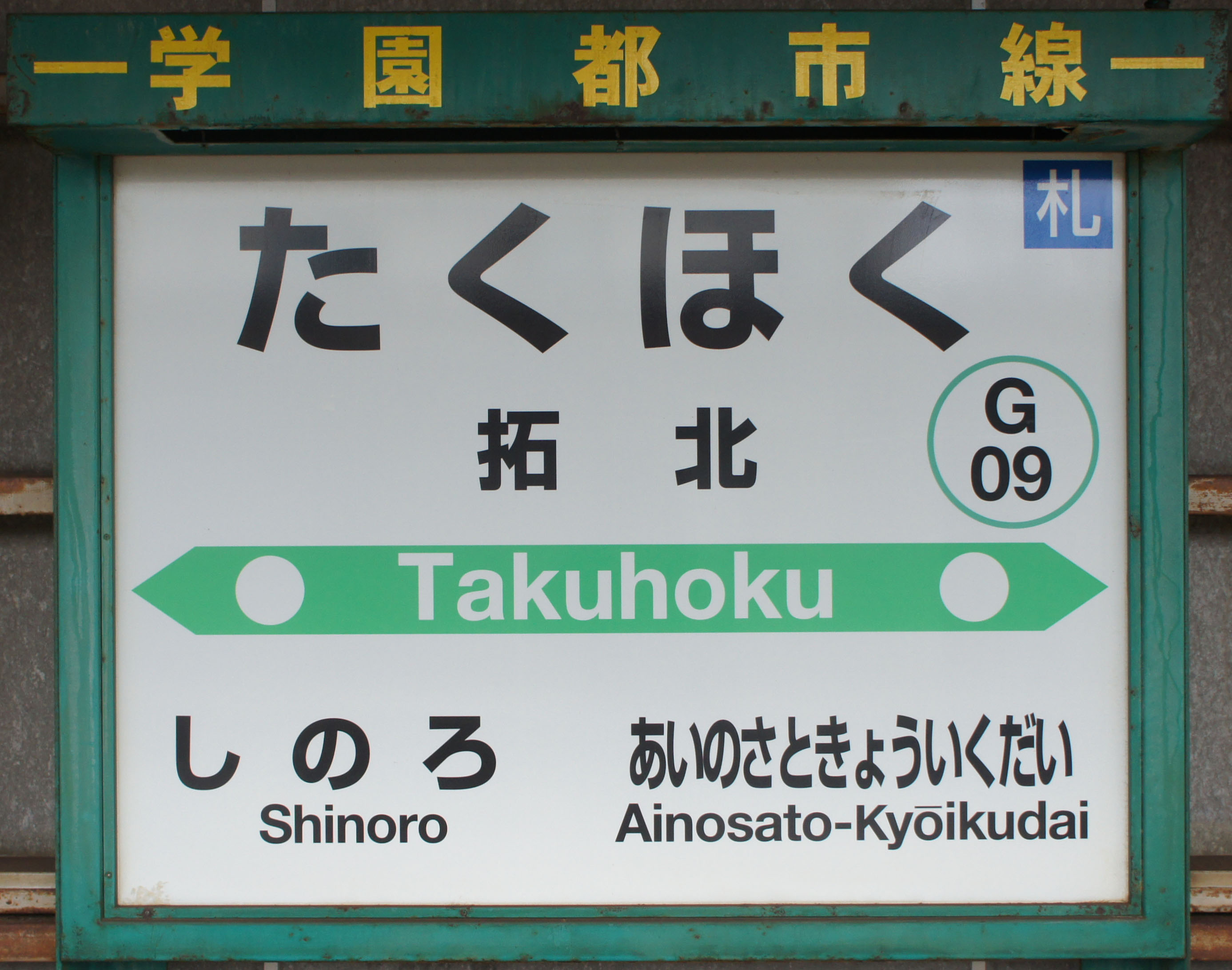
駅名標（2018年10月）

## 利用状況
2022年（令和4年）度の1日平均乗車人員は1,987人である。
近年の1日平均乗車人員の推移は下記のとおりである。
| 年度               | 1日平均 乗車人員 | 出典    |
| ------------------ | ---------------- | ------- |
| 1970年（昭和45年） | 720              | [ * 2 ] |
| 1975年（昭和50年） | 1,186            | [ * 2 ] |
| 1980年（昭和55年） | 1,135            | [ * 2 ] |
| 1985年（昭和60年） | 1,231            | [ * 2 ] |
| 1990年（平成02年） | 1,778            | [ * 2 ] |
| 1995年（平成07年） | 2,088            | [ * 2 ] |
| 2000年（平成12年） | 1,948            | [ * 2 ] |
| 2001年（平成13年） | 1,940            | [ * 3 ] |
| 2002年（平成14年） | 2,022            | [ * 4 ] |
| 2003年（平成15年） | 2,109            | [ * 4 ] |
| 2004年（平成16年） | 2,131            | [ * 2 ] |
| 2005年（平成17年） | 2,191            | [ * 2 ] |
| 2006年（平成18年） | 2,218            | [ * 2 ] |
| 2007年（平成19年） | 2,276            | [ * 2 ] |
| 2008年（平成20年） | 2,276            | [ * 2 ] |
| 2009年（平成21年） | 2,224            | [ * 2 ] |
| 2010年（平成22年） | 2,267            | [ * 2 ] |
| 2011年（平成23年） | 2,305            | [ * 2 ] |
| 2012年（平成24年） | 2,318            | [ * 2 ] |
| 2013年（平成25年） | 2,396            | [ * 2 ] |
| 2014年（平成26年） | 2,418            | [ * 2 ] |
| 2015年（平成27年） | 2,429            | [ * 2 ] |
| 2016年（平成28年） | 2,505            | [ * 2 ] |
| 2017年（平成29年） | 2,565            | [ * 2 ] |
| 2018年（平成30年） | 2,571            | [ * 2 ] |
| 2019年（令和元年） | 2,553            | [ * 5 ] |
| 2020年（令和02年） | 1,995            | [ * 6 ] |
| 2021年（令和03年） | 1,918            | [ * 7 ] |
| 2022年（令和04年） | 1,987            | [ * 1 ] |

## 駅周辺
駅前商店街は形成されていない。周辺一帯は住宅地だが、500メートル余りで畑や牧場が現れる。東と南西には隣の駅まで住宅が連なる。
- 札幌拓北郵便局
- 北陸銀行麻生支店東篠路出張所
- 北海道札幌英藍高等学校
- 札幌市立篠路中学校
- 札幌市立拓北小学校
- 札幌三育小学校
- 北海道拓北養護学校
- 北海道中央バス（石狩営業所）「ひまわり団地」停留所[10]

## 隣の駅
北海道旅客鉄道（JR北海道）
■札沼線（学園都市線）
篠路駅 (G08) - 拓北駅 (G09) - あいの里教育大駅 (G10)

### 報道発表資料
1. ↑  『札沼線（学園都市線）の電化について』（PDF）（プレスリリース）北海道旅客鉄道、2009年9月9日。2009年9月14日閲覧。
2. 1 2  『札沼線（学園都市線）の電化開業時期について』（PDF）（プレスリリース）北海道旅客鉄道、2011年10月13日。2011年10月17日閲覧。
3. ↑  『駅番号表示（駅ナンバリング）を実施します』（PDF）（プレスリリース）北海道旅客鉄道、2007年9月12日。2014年9月6日閲覧。
4. ↑  『Kitacaサービス開始日決定について』（PDF）（プレスリリース）北海道旅客鉄道、2008年9月10日。2015年1月10日閲覧。
5. ↑  『学園都市線電化開業に伴う電車の投入（第一次）について』（PDF）（プレスリリース）北海道旅客鉄道、2012年3月14日。2014年7月21日閲覧。
6. ↑  『平成24年10月ダイヤ改正について』（PDF）（プレスリリース）北海道旅客鉄道、2012年8月3日。2012年8月17日閲覧。

### 新聞記事
1. 1 2  “あすから開業 札沼線東篠路駅 ひまわり団地 住民の要望実る”. 北海道新聞 (北海道新聞社). (1967年12月14日)